# Bernhard Kothe
Bernhard Kothe, född 12 maj 1821 i Gröbnig, Schlesien, död 27 juli 1897 i Breslau, var en tysk musiker.
Kothe som var lärjunge av bland andra Adolf Bernhard Marx, var 1869–96 seminariemusiklärare i Breslau, där han stiftade Ceciliaföreningen för katolsk kyrkomusik. Han utgav bland annat en samling kyrkosånger för manskör (Musica sacra) samt skrifterna Die Musik in der katholischen Kirche (1862), Abriss der Musikgeschichte (1874; åttonde upplagan 1908) och tillsammans med Theophil Forchhammer Führer durch die Orgelliteratur (1890; ny upplaga 1909).